# Genesee and Wyoming
Genesee and Wyoming, Inc. (GWI) ist ein US-amerikanisches Eisenbahnunternehmen mit Sitz in Greenwich (Connecticut). Genesee and Wyoming betreibt 120 Güterstrecken mit etwa 26.000 km Länge in den USA und Kanada sowie in geringerem Umfang auch in Europa. Eine Tochtergesellschaft in Australien wurde Anfang 2020 verkauft.
2018 wurden etwa 80 % des Umsatzes in Nordamerika, 15 % in Australien und 5 % in Europa erwirtschaftet.

## Geschichte
1899 erwarb der Salzmagnat Edward Laton Fuller die bankrotte Genesee and Wyoming Valley Railway von Greigsville nach Caledonia im Bundesstaat New York, um das Salz aus dem eigenen Bergwerk abzutransportieren. Bis 1977 diente die Gesellschaft einzig dem lokalen Transport. Es war vor allem die International Salt Company mit ihrer Mine in Retsof, die für stabile Einnahmen sorgte, aber auch eine große Abhängigkeit bedeutete. In diesem Jahr wurde die Genesee and Wyoming Inc. als Holdinggesellschaft gegründet. Mit der Verabschiedung des Staggers Act 1980 und der damit verbundenen Deregulierung im amerikanischen Eisenbahnwesen sah Mortimer B. Fuller III, Urenkel von Edward Fuller, die Chance gekommen, sich von dieser Abhängigkeit zu lösen.
In den folgenden 16 Jahren expandierte die Gesellschaft mit der Übernahme von 14 Eisenbahnstrecken bzw. -gesellschaften in New York, Pennsylvania, Louisiana, Oregon und Illinois. 1996 kaufte sie Rail Link dazu und erweiterte das Portfolio um weitere Strecken sowie Hafen- und Werksbahnen. Rail Link blieb als Tochtergesellschaft für die kleineren Unternehmungen zuständig. Im gleichen Jahr ging das Unternehmen an die Börse. Im Juni 2005 erfolgte mit dem Erwerb der Rail Management Corporation eine weitere Vergrößerung des Streckennetzes. Die bei diesem Kauf übernommenen Eisenbahnen wurden Rail Link unterstellt.
Mit der weltweiten Privatisierung von Eisenbahnen begann die Genesee and Wyoming auch in diese Märkte außerhalb der USA einzusteigen und erwarb Beteiligungen in Kanada, Mexiko, Australien und Bolivien. Die Beteiligung an der Australian Railroad Group (ARG) wurde 2006 wieder aufgegeben. Damit verblieb nur noch das Streckennetz im Süden Australiens im Gesellschaftsbesitz. Durch Hurrikan Stan wurden 2005 über 70 Brücken und rund 280 Kilometer Strecke der mexikanischen Ferrocarriles Chiapas-Mayab zerstört. Da ein Wiederaufbau der Strecke unwirtschaftlich erschien, gab GWI am 25. Juni 2007 seine Konzession zurück und stellte den Betrieb auf der Strecke endgültig ein.
Am 15. April 2008 wurde die Übernahme der niederländischen Eisenbahngesellschaft Rotterdam Rail Feeding bekanntgegeben. Zum 1. Juni 2008 erfolgte die Übernahme der CAGY Industries, Mutter der Bahngesellschaften Columbus and Greenville Railway (C&G), Chattooga and Chickamauga Railway (CCKY) und Luxapalila Valley Railroad (LXVR). Am 1. Oktober des gleichen Jahres wurden weitere Akquisitionen abgeschlossen. Zum einen übernahm man für 234,3 Millionen Dollar das Ohio Central Railroad System bestehend aus zehn Strecken, zum anderen die Georgia Southwestern Railroad.
Am 29. September 2009 erfolgte der Verkauf der Beteiligung an der bolivianischen Ferroviaria Oriental.
Im Juli 2012 teilte das Unternehmen mit, dass es den Mitbewerber RailAmerica für 1,4 Milliarden Dollar übernehmen werde. Mit der Übernahme sollte das Streckennetz in den Vereinigten Staaten auf 24.000 Kilometer anwachsen. Zudem würde das gemeinsame Unternehmen über 110 Eisenbahnlinien betreiben.
Ende Februar 2015 wurde für 755 Millionen USD die britische Freightliner übernommen. Im November 2016 erfolgte die Übernahme der Providence and Worcester Railroad. Am 3. Mai 2017 wurde das britische Containerlogistik-Unternehmen Pentalver Transport Limited erworben.
Am 1. Juli 2019 wurde die bevorstehende Übernahme des Unternehmens durch Brookfield Infrastructure Partners und die staatliche singapurische Government of Singapore Investment Corporation (GIC) bekanntgegeben. Bis 30. Dezember 2019 erwarben diese Unternehmen alle Aktien der G&W zum Preis von 112 $ je Aktie. Das Geschäft hat somit einen Gesamtwert von rund 8,4 Milliarden Dollar. Nach Abschluss der Übernahme werden Genesee & Wyoming-Aktien seit 30. Dezember 2019 nicht mehr an der Börse gehandelt. Genesee and Wyoming Australia wurde nicht von Brookfield und GIC übernommen, sondern an Macquarie Infrastructure and Real Assets und den niederländischen Pensionsfonds PGGM N.V. verkauft, die 2016 bereits 48,9 % der Anteile an der australischen Tochtergesellschaft von G&W übernommen hatten. Das Unternehmen firmiert seit dem Frühjahr 2020 als One Rail Australia.

## Bahngesellschaften im Besitz der Genesee & Wyoming
| Name                                         | Abkürzung | Region        | Im Eigentum seit | Im Eigentum bis | früherer Eigentümer der Gesellschaft oder Strecke     | Bemerkung |
| -------------------------------------------- | --------- | ------------- | ---------------- | --------------- | ----------------------------------------------------- | --- |
| California Northern Railroad                 | CFNR      | Pacific       | 2012             |                 | RailAmerica                                           | |
| Cascade and Columbia River Railroad          | CSCD      | Pacific       | 2012             |                 | RailAmerica                                           | |
| Central Oregon and Pacific Railroad          | CORP      | Pacific       | 2012             |                 | RailAmerica                                           | |
| Olympia & Belmore Railroad                   | OYLO      | Pacific       | 2016             |                 | BNSF Railway/Tacoma Rail                              | |
| Portland and Western Railroad                | PNWR      | Pacific       | 1995             |                 | Southern Pacific Transportation                       | |
| Puget Sound and Pacific Railroad             | PSAP      | Pacific       | 2012             |                 | RailAmerica                                           | |
| San Joaquin Valley Railroad                  | SJVR      | Pacific       | 2012             |                 | RailAmerica                                           | |
| Arizona and California Railroad              | ARZC      | Mountain West | 2012             |                 | RailAmerica                                           | |
| Arizona Eastern Railway                      | AZER      | Mountain West | 2011             |                 | Iowa Pacific Holdings                                 | |
| San Diego and Imperial Valley Railroad       | SDIY      | Mountain West | 2012             |                 | RailAmerica                                           | |
| Utah Railway                                 | UTAH      | Mountain West | 2002             |                 | Mueller Industries                                    | |
| Ventura County Railroad                      | VCRR      | Mountain West | 2012             |                 | RailAmerica                                           | |
| Arkansas, Louisiana and Mississippi Railroad | ALM       | Central       | 2003             |                 | Georgia Pacific Corporation                           | |
| Bauxite and Northern Railway                 | BXN       | Central       | 2012             |                 | RailAmerica                                           | |
| Dallas, Garland and Northeastern Railroad    | DGNO      | Central       | 2012             |                 | RailAmerica                                           | |
| Fordyce and Princeton Railroad               | FP        | Central       | 2003             |                 | Georgia Pacific Corporation                           | |
| Kiamichi Railroad                            | KRR       | Central       | 2012             |                 | RailAmerica                                           | |
| Kyle Railroad                                | KYLE      | Central       | 2012             |                 | RailAmerica                                           | |
| Little Rock and Western Railway              | LRWN      | Central       | 2005             |                 | Rail Management Corporation                           | |
| Missouri and Northern Arkansas Railroad      | MNA       | Central       | 2012             |                 | RailAmerica                                           | |
| Rapid City, Pierre and Eastern Railroad      | RCPE      | Central       | 2014             |                 | Canadian Pacific                                      | westlicher Teil der früheren Dakota, Minnesota and Eastern Railroad (DME)                                                                              |
| Texas Northeastern Railroad                  | TNER      | Central       | 2012             |                 | RailAmerica                                           | |
| AN Railway                                   | AN        | Southern      | 2005             |                 | Rail Management Corporation                           | |
| Alabama and Gulf Coast Railway               | AGR       | Southern      | 2012             |                 | RailAmerica                                           | |
| Arkansas Midland Railroad                    | AKMD      | Southern      | 2015             |                 | Pinsly Railroad Company                               | |
| Bay Line Railroad                            | BAYL      | Southern      | 2005             |                 | Rail Management Corporation                           | |
| CG Railway                                   | CGR       | Southern      | 2000             |                 | Neugründung                                           | Gemeinschaftsunternehmen mit Seacor Holdings |
| Chattahoochee Bay Railroad                   | CHAT      | Southern      | 2006             |                 | Gulf and Ohio Railways                                | Betrieb durch Bay Line Railroad |
| Chattahoochee Industrial Railroad            | CIRR      | Southern      | 2003             |                 | Georgia Pacific Corporation                           | |
| Chattooga and Chickamauga Railway            | CCKY      | Southern      | 2008             |                 | CAGY Industries                                       | |
| Columbus and Chattahoochee Railroad          | CCH       | Southern      | 2012             |                 | Norfolk Southern Railway                              | |
| Columbus and Greenville Railway              | CAGY      | Southern      | 2008             |                 | CAGY Industries                                       | |
| Conecuh Valley Railroad                      | COEH      | Southern      | 2012             |                 | RailAmerica                                           | |
| Eastern Alabama Railway                      | EARY      | Southern      | 2012             |                 | RailAmerica                                           | |
| Georgia Southwestern Railroad                | GSWR      | Southern      | 2008             |                 |                                                       | |
| Heart of Georgia Railroad                    | HOG       | Southern      | 2017             |                 | CSX Transportation                                    | |
| Hilton and Albany Railroad                   | HAL       | Southern      | 2011             |                 | Norfolk Southern Railway                              | |
| KWT Railway                                  | KWT       | Southern      | 2005             |                 | Rail Management Corporation                           | umbenannt aus Kentucky West Tennessee Railway |
| Louisiana and Delta Railroad                 | LDRR      | Southern      | 1987             |                 | Southern Pacific Transportation                       | |
| Luxapalila Valley Railroad                   | LXVR      | Southern      | 2008             |                 | CAGY Industries                                       | |
| Meridian and Bigbee Railroad                 | MNBR      | Southern      | 2005             |                 | Rail Management Corporation                           | |
| The Prescott & Northwestern Railroad Company | PNW       | Southern      | 2015             |                 | Pinsly Railroad Company                               | |
| Three Notch Railroad                         | TNHR      | Southern      | 2012             |                 | RailAmerica                                           | |
| Valdosta Railway                             | VR        | Southern      | 2005             |                 | Rail Management Corporation                           | |
| Warren & Saline River Railroad Company       | WSR       | Southern      | 2015             |                 | Pinsly Railroad Company                               | |
| Wiregrass Central Railroad                   | WGCR      | Southern      | 2012             |                 | RailAmerica                                           | |
| Atlantic and Western Railway                 | ATW       | Rail Link     | 2005             |                 | Rail Management Corporation                           | |
| Carolina Piedmont Railroad                   | CPDR      | Rail Link     | 2012             |                 | RailAmerica                                           | |
| Chesapeake and Albemarle Railroad            | CA        | Rail Link     | 2012             |                 | RailAmerica                                           | Betrieb durch die North Carolina and Virginia Railroad                                                                                                 |
| Commonwealth Railway                         | CWRY      | Rail Link     | 1996             |                 | Rail Link                                             | |
| Corpus Christi Terminal Railroad             | CCPN      | Rail Link     | 1997             |                 | Port of Corpus Christi Authority                      | |
| East Tennessee Railway                       | ETRY      | Rail Link     | 2005             |                 | Rail Management Corporation                           | |
| First Coast Railroad                         | FCRD      | Rail Link     | 2005             |                 | Rail Management Corporation                           | |
| Galveston Railroad                           | GVSR      | Rail Link     | 2005             |                 | Rail Management Corporation                           | |
| Georgia Central Railway                      | GC        | Rail Link     | 2005             |                 | Rail Management Corporation                           | |
| Golden Isles Terminal Railroad               | GITM      | Rail Link     | 1998             |                 | Colonel’s Island Railroad                             | |
| Golden Isles Terminal Wharf                  | GITW      | Rail Link     | 2004             | 2019            | CSX Transportation                                    | war ein Tochterunternehmen der GITM; verkauft an Watco Companies                                                                                       |
| Maryland Midland Railway                     | MMID      | Rail Link     | 2007             |                 |                                                       | |
| North Carolina and Virginia Railroad         | NCVA      | Rail Link     | 2012             |                 | RailAmerica                                           | |
| Point Comfort and Northern Railway           | PCN       | Rail Link     | 2012             |                 | RailAmerica                                           | |
| Riceboro Southern Railway                    | RSOR      | Rail Link     | 2005             |                 | Rail Management Corporation                           | |
| Rockdale, Sandow & Southern Railroad         | RSS       | Rail Link     | 2012             | 2018            | RailAmerica                                           | an Alcoa Energy Services verkauft und 2019 stillgelegt                                                                                                 |
| Savannah Port Terminal Railroad              | SAPT      | Rail Link     | 1998             |                 | Savannah State Docks Railroad                         | |
| South Carolina Central Railroad              | SCRF      | Rail Link     | 2012             |                 | RailAmerica                                           | |
| Talleyrand Terminal Railroad                 | TTR       | Rail Link     | 1996             | 2017            | Rail Link                                             | Betrieb der Infrastruktur der Jacksonville Port Authority; 2017 Betreiberwechsel zu Watco Companies                                                    |
| Wilmington Terminal Railroad                 | WTRY      | Rail Link     | 2005             |                 | Rail Management Corporation                           | |
| York Railway                                 | YRC       | Rail Link     | 2002             |                 | Emons Industries                                      | |
| Aliquippa and Ohio River Railroad            | AOR       | Ohio Valley   | 2008             |                 | Ohio Central Railroad System                          | |
| Central Railroad of Indiana                  | CIND      | Ohio Valley   | 2012             |                 | RailAmerica                                           | |
| Chicago, Fort Wayne and Eastern Railroad     | CFE       | Ohio Valley   | 2012             |                 | RailAmerica                                           | |
| Columbus and Ohio River Railroad             | CUOH      | Ohio Valley   | 2008             |                 | Ohio Central Railroad System                          | |
| Indiana and Ohio Railway                     | IORY      | Ohio Valley   | 2012             |                 | RailAmerica                                           | |
| Mahoning Valley Railway                      | MVRY      | Ohio Valley   | 2008             |                 | Ohio Central Railroad System seit 2020 zudem Ohi-Rail | |
| Ohio Central Railroad                        | OHCR      | Ohio Valley   | 2008             |                 | Ohio Central Railroad System                          | |
| Ohio Southern Railroad                       | OSRR      | Ohio Valley   | 2008             |                 | Ohio Central Railroad System                          | |
| Pittsburgh and Ohio Central Railroad         | POHC      | Ohio Valley   | 2008             |                 | Ohio Central Railroad System                          | |
| Warren and Trumbull Railroad                 | WTRM      | Ohio Valley   | 2008             |                 | Ohio Central Railroad System                          | |
| Youngstown and Austintown Railroad           | YARR      | Ohio Valley   | 2008             |                 | Ohio Central Railroad System                          | |
| Youngstown Belt Railroad Company             | YB        | Ohio Valley   | 2008             |                 | Ohio Central Railroad System                          | |
| Central Railroad of Indianapolis             | CERA      | Midwest       | 2012             |                 | RailAmerica                                           | |
| Grand Rapids Eastern Railroad                | GR        | Midwest       | 2012             |                 | RailAmerica                                           | |
| Huron and Eastern Railway                    | HESR      | Midwest       | 2012             |                 | RailAmerica                                           | |
| Illinois and Midland Railroad                | IMRR      | Midwest       | 1996             |                 |                                                       | |
| Indiana Southern Railroad                    | ISRR      | Midwest       | 2012             |                 | RailAmerica                                           | |
| Marquette Rail                               | MQT       | Midwest       | 2012             |                 | RailAmerica                                           | |
| Michigan Shore Railroad                      | MS        | Midwest       | 2012             |                 | RailAmerica                                           | |
| Mid-Michigan Railroad                        | MMRR      | Midwest       | 2012             |                 | RailAmerica                                           | |
| Otter Tail Valley Railroad                   | OTVR      | Midwest       | 2012             |                 | RailAmerica                                           | |
| Tazewell and Peoria Railroad                 | TZPR      | Midwest       | 2004             |                 | Peoria and Pekin Union Railway                        | |
| Toledo, Peoria and Western Railway           | TPW       | Midwest       | 2012             |                 | RailAmerica                                           | |
| Tomahawk Railway                             | TR        | Midwest       | 2005             |                 | Rail Management Corporation                           | |
| Buffalo and Pittsburgh Railroad              | BPRR      | Northeast     | 1988             |                 | CSX Transportation                                    | gemeinsame Gründung mit der Arthur T. Walker Estate Corporation                                                                                        |
| Connecticut Southern Railroad                | CSO       | Northeast     | 2012             |                 | RailAmerica                                           | |
| Massena Terminal Railroad                    | MSTR      | Northeast     | 2012             |                 | RailAmerica                                           | |
| New England Central Railroad                 | NECR      | Northeast     | 2012             |                 | RailAmerica                                           | |
| Providence and Worcester Railroad            | PW        | Northeast     | 2016             |                 |                                                       | |
| Rochester and Southern Railroad              | RSR       | Northeast     | 1986             |                 | CSX Transportation                                    | |
| Wellsboro and Corning Railroad               | WCOR      | Northeast     | 2012             |                 | RailAmerica                                           | |
| Cape Breton and Central Nova Scotia Railway  | CBNS      | Canada        | 2012             |                 | RailAmerica                                           | |
| Goderich-Exeter Railway                      | GEXR      | Canada        | 2012             |                 | RailAmerica                                           | |
| Huron Central Railway                        | HCRY      | Canada        | 1997             |                 | Canadian Pacific Railway                              | |
| Ottawa Valley Railway                        | OVR       | Canada        | 2012             |                 | RailAmerica                                           | |
| Quebec Gatineau Railway                      | QGRY      | Canada        | 1997             |                 | Canadian Pacific Railway                              | |
| Southern Ontario Railway                     | SOR       | Canada        | 2012             |                 | RailAmerica                                           | |
| St. Lawrence and Atlantic Railroad           | SLR       | Canada        | 2002             |                 | Emons Industries                                      | |
| Western Labrador Rail Services               | WLRS      | Canada        | 2010             |                 | Labrador Iron Mines                                   | neugebaute Strecke zur Abfuhr der Minenprodukte |
| Genesee and Wyoming Railroad                 | GNWR      | Northeast     | 1899             |                 |                                                       | Betrieb durch die Rochester and Southern Railroad |
| Dansville and Mount Morris Railroad          | DMM       | Northeast     | 1985             |                 |                                                       | Betrieb durch die Rochester and Southern Railroad |
| Allegheny and Eastern Railroad               | ALY       | Northeast     | 1992             |                 | Allegheny Railroad                                    | fusioniert mit der Buffalo and Pittsburgh Railroad |
| Bradford Industrial Rail                     | BR        | Northeast     | 1993             |                 | Conrail                                               | fusioniert mit der Buffalo and Pittsburgh Railroad |
| Willamette and Pacific Railroad              | WPRR      | Pacific       | 1993             |                 | Southern Pacific Transportation                       | im Dezember 2000 in die Portland and Western Railroad integriert                                                                                       |
| Pittsburg and Shawmut Railroad               | PS        | Northeast     | 1996             |                 | Arthur T. Walker Estate Corporation                   | ursprünglicher Betrieb heute Teil der Buffalo and Pittsburgh Railroad, jedoch selbst seit 2023 als Berkshire & Eastern Railroad (d.b.a.) wieder aktiv. |
| South Buffalo Railway                        | SB        | Northeast     | 2001             |                 | Bethlehem Steel                                       | Betrieb durch die Buffalo and Pittsburgh Railroad |
| Salt Lake City Southern Railroad             | SLCS      | Mountain West | 2002             |                 | Mueller Industries                                    | Tochtergesellschaft der Utah Railway |
| Western Kentucky Railway                     | WKRL      |               | 2005             | 2011            | Rail Management Corporation                           | im Januar 2011 stillgelegt |
| Ohio and Pennsylvania Railroad               | OHPA      | Ohio Valley   | 2008             |                 | Ohio Central Railroad System                          | Betrieb durch die Mahoning Valley Railroad |
| Winamac Southern Railway                     | WSRY      | Midwest       | 2019             |                 | Kokomo Grain Co.                                      | Betrieb durch die Peoria & Western Railway und Central Railroad Company of Indianapolis                                                                |
| Kokomo Railroad                              | KR        | Midwest       | 2019             |                 | Kokomo Grain Co.                                      | Betrieb durch die Peoria & Western Railway und Central Railroad Company of Indianapolis                                                                |
| Red Deer Railway                             | RDR       |               | 2024             |                 | CPKC                                                  | |

| Name                          | Abkürzung | Land                               | Im Eigentum seit | Im Eigentum bis | Bemerkung |
| ----------------------------- | --------- | ---------------------------------- | ---------------- | --------------- | --- |
| Ferroviaria Oriental          |           | Bolivien                           | 1995             | 2009            | 2009 wieder verkauft. |
| Freightliner                  |           | Großbritannien, Polen, Deutschland | 2015             |                 | Freightliner Australia ab 2015 Teil von Genesee and Wyoming Australia                                                          |
| Rotterdam Rail Feeding        |           | Niederlande, Belgien               | 2008             |                 | |
| Genesee and Wyoming Australia | GWA       | Australien                         | 2006             | 2020            | 2010 Erweiterung um die Strecke Tarcoola–Darwin Anfang 2020 an Macquarie Infrastructure and Real Assets und PGGM N.V. verkauft |
| Ferrocarriles Chiapas-Mayab   | FCCM      | Mexiko                             | 1999             | 2007            | 2007 nach Zerstörungen durch einen Hurrikan verkauft                                                                           |

## Unternehmensleitung
- Mortimer B. Fuller III: 1977 – Oktober 1997: Präsident; 1977 – 1. Juni 2007: Chief Executive Officer;  1977 – 24. Mai 2017: Chairman of the Board
- Charles N. Marshall: Oktober 1997 – 2. Mai 2005: Präsident
- John C. Hellmann: 2. Mai 2005–4. Oktober 2018: Präsident;  1. Juni 2007 – 25. April 2023: Chief Executive Officer; seit 24. Mai 2017: Chairman of the Board, seit 25. April 2023 Executive Chairman
- Michael Miller: seit 4. Oktober 2018: Präsident; seit 25. April 2023:  Chief Executive Officer[19]